# Löbitz
Löbitz là một đô thị thuộc huyện Burgenland, bang Sachsen-Anhalt, Đức. Đô thị Löbitz có diện tích 11,09 km², dân số thời điểm ngày 31 tháng 12 năm 2006 là 447 người.